# جبل المنارة
قمة جبلية واقعة في بلدة سوف في محافظة جرش في شمال الأردن ترتفع 1194 متر فوق سطح البحر تمتاز القمة بتنوع الغطاء النباتي حيث تنموعلية مختلف أنواع الاشجار.

## التسمية
يعتقد ويقال أن أهل المنطقة كانوا قديما، يوقدون فيها النيران كعلامة لأهل سوريا والضفة الغربية، ولتكون وسيلة اتصال مرئية، إيذانا بقدوم موسم العنب والقطين والزبيب في جرش، وفي هذا إشارة إلى أن المنطقة كان إنتاجها وفيرا من هذه المواد إضافة إلى الزيتون والخضار والحبوب واللوزيات، والتي كانت تنقل من القرية وتباع في مناطق عمان والبادية و كانت المنطقة مهمه جدا فصلاح الدين الايوبي وقطز وبيبرس وغيرهم من القادة كانوا يتخذون من المنارة محطة عسكرية لايصال اسرع الرسائل إلى قادة الميدان والقلاع لسهولة رؤية الادخنة منه نهارا والنيران ليلا ومنه اكتسب المكان اسمها المنارة 

## حياة برية
ينمو على قمة الجبل مختلف أنواع الأشجار مثل الصنوبر والبلوط والخروب والقيقب والارز واللزاب والنبق والسرو والملول. 

## انظر ايضا
محمية المأوى